# Saure Grubenwässer

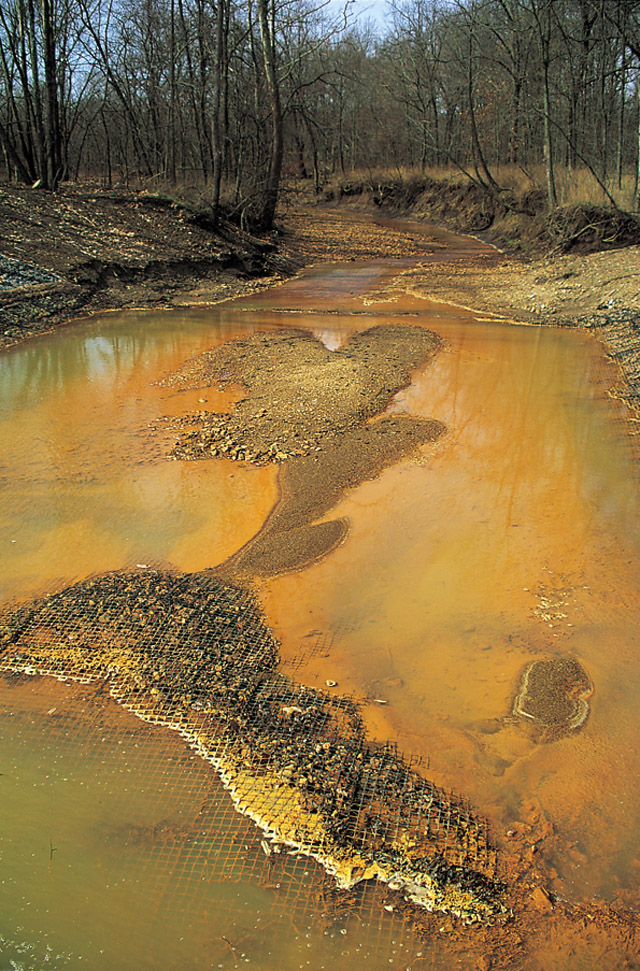
Restsee mit Eisenoxidfärbung, Missouri River

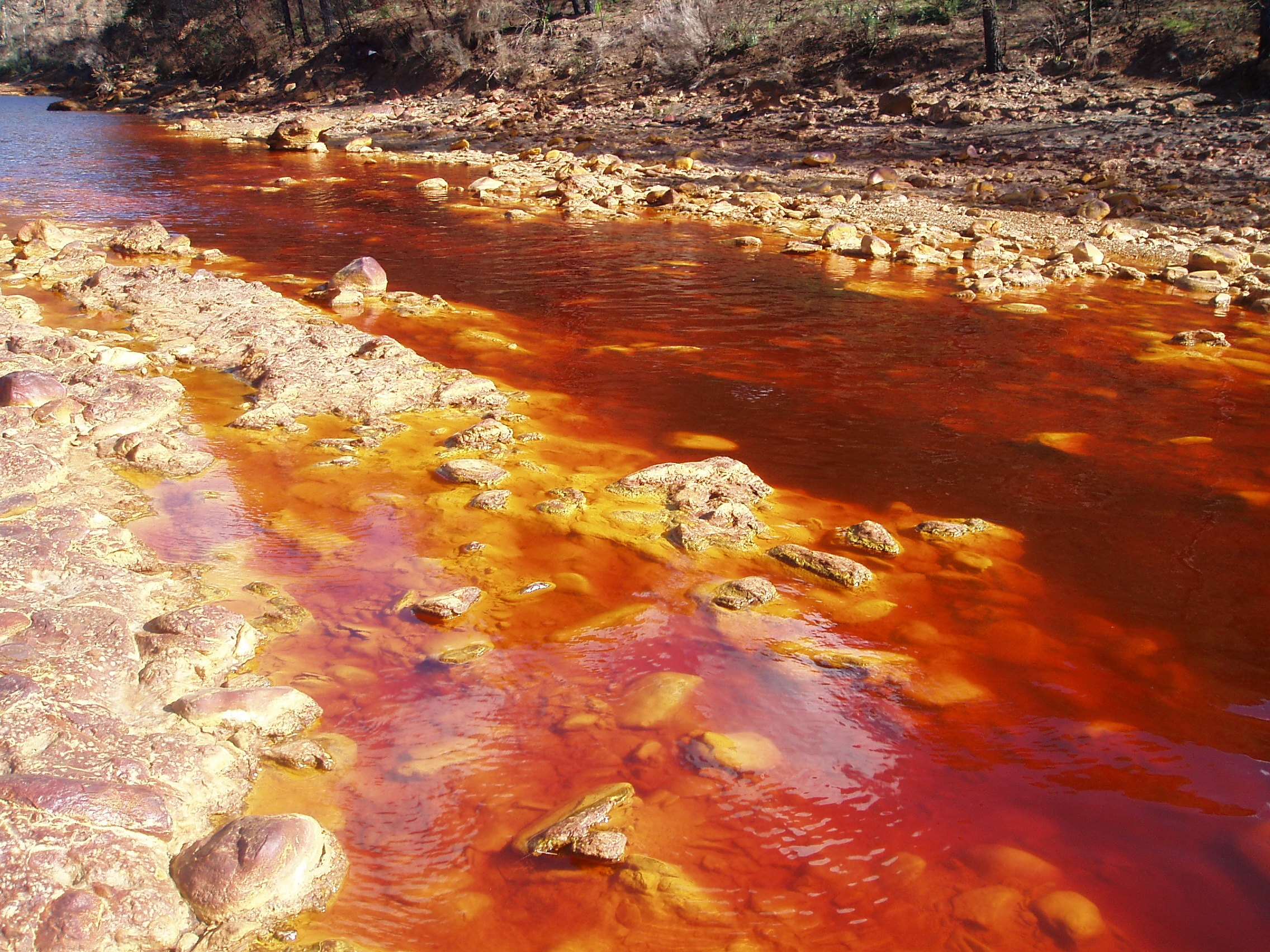
Río Tinto, Spanien

Saure Grubenwässer, häufig auch Acid Mine Drainage (AMD), auf Deutsch auch bekannt unter den Bezeichnungen saure Abflüsse, saure Bergbauwässer, saure Haldenwässer, saure Sickerwässer und saure Bergbauausflüsse, sind saure Wässer mit hohen Gehalten an gelösten Metall-, Halbmetall- und Sulfat-Ionen, die aus Erzlagerstätten, Kohlenlagerstätten, Bergwerken (Minen) und Bergbauhalden ausfließen und die Sulfid-Minerale, insbesondere das Di-Sulfid Pyrit enthalten.

## Entstehung
Saure Grubenwässer entstehen durch eine komplexe Kopplung abiotischer und mikrobieller Oxidationen von sulfidischen Mineralen. Beide Prozesse müssen dabei zusammenwirken, eine rein abiotische Oxidation, also ohne die speziellen Mikroorganismen, verläuft etwa 10.000 mal langsamer. Sulfid wird bei der Oxidation der Sulfidminerale zu Sulfat oxidiert, die Metalle und Halbmetalle werden als Ionen gelöst. Der mikrobielle Anteil besteht in einer Oxidation von Eisen(II)-Ionen zu Eisen(III)-Ionen und in der Oxidation von elementarem Schwefel und von Schwefelverbindungen zu Schwefelsäure bzw. Sulfat durch spezielle Bakterien und Archaeen. Bei der Oxidation von Sulfid-Mineralen mit einem Atomverhältnis von Schwefel zu Metall oder Halbmetall von über 1, beispielsweise Pyrit (FeS2), wird Schwefelsäure gebildet, woraus eine Ansäuerung resultiert. Die Oxidation von Sulfidmineralen stellt eine Form der Verwitterung dar. Die Pyrit-Oxidation ist auch als Pyritverwitterung bekannt.

## Bedeutung

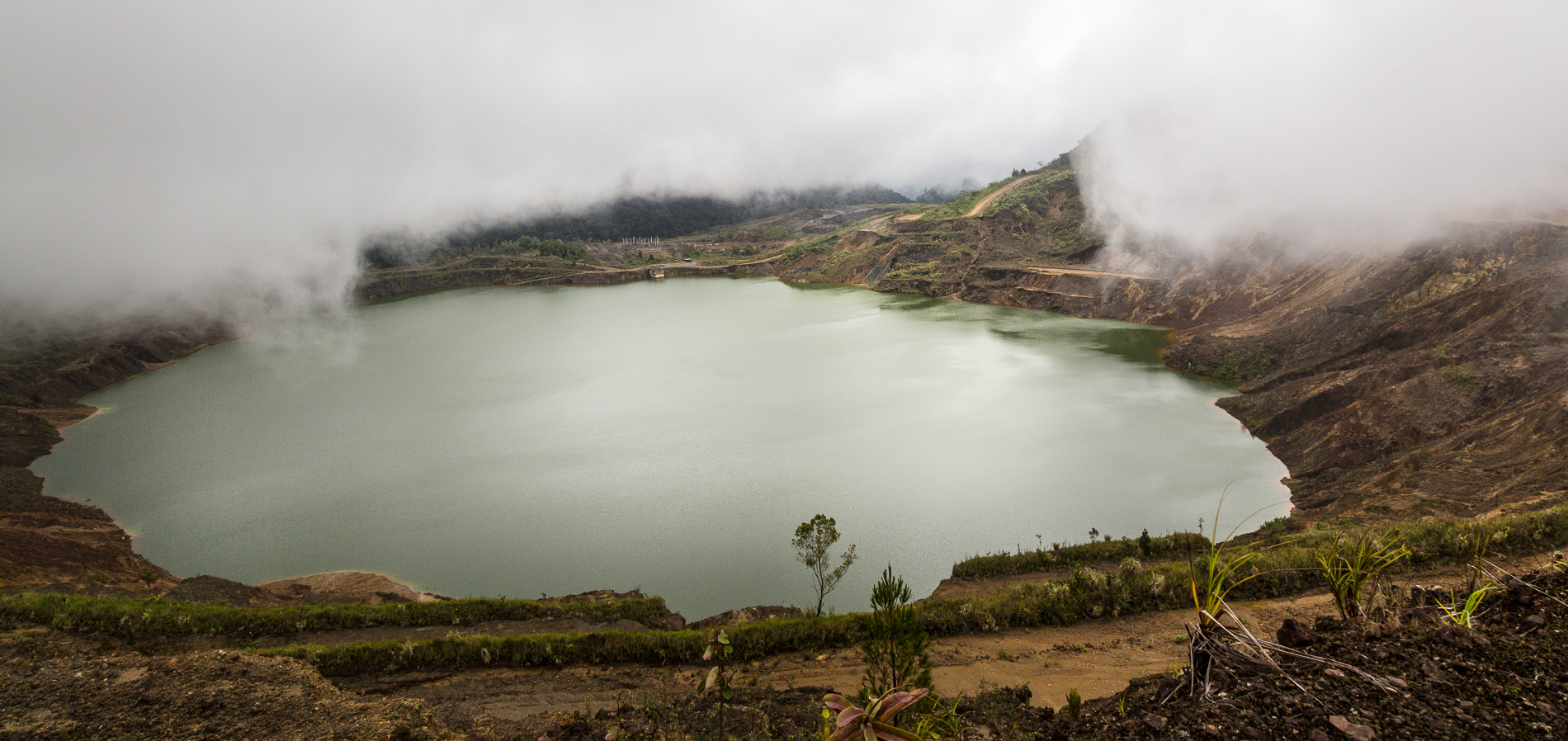
Saurer Restsee der Mamut Copper Mine in Sabah, Malaysia

Saure Grubenwässer sind umweltgefährdend. Sie schädigen die Umwelt durch Kontamination mit Metallen und Halbmetallen einerseits sowie durch Säuerung, Bauwerke und Geräte durch Korrosionswirkung der Säure andererseits. Soweit saure Grubenwässer im Zusammenhang mit Bergbau auftreten, stellen sie deshalb Bergbaufolgeschäden dar. Hauptquelle sind Abraumhalden, die durch Verwitterung immer wieder zu einer Nachsäuerung führen. Die Wasserqualität der Restseen von Tagebauen wird maßgeblich und nachhaltig durch den Sulfidgehalt des Kippenmaterials bestimmt. Die Säuerung kann zu pH-Werten zwischen 2 und 4 führen und Restseen enthalten typischerweise hohe Metallkonzentrationen, die sich toxisch auf lebende Organismen auswirken können. Eine Nutzung als Trinkwasserreservoir oder für Freizeitaktivitäten ist nur nach aufwändiger Wasseraufbereitung möglich. Eine besondere Gefahr besteht in der Verunreinigung von Grundwasser. Die Restseen des größten Tagebaus der Welt, der Kupfermine Chuquicamata in Chile, haben eine Fläche von 48 km².

## Behandlung, Prävention
Durch Zugabe von gelöschtem Kalk oder seltener Kalkstein (CaCO3) wird die Säure neutralisiert und folglich der pH-Wert angehoben. Dies führt dazu, dass die Metalle sowie Halbmetalle größtenteils als Hydroxide ausfallen und damit aus dem Wasser entfernt werden. In den rheinischen Braunkohlerevieren wird durch Beimischung von Kalkstein in den pyrithaltigen Abraum der Pyritverwitterung vorgebeugt. Die Eisen- und Schwefel-Oxidation verursachenden Bakterien und Archaeen werden nämlich durch höhere pH-Werte gehemmt. Da Rotschlamm – ein Abfallprodukt der Aluminiumproduktion – in erster Linie aufgrund seines hohen pH-Wertes schädlich ist, wurde in der Vergangenheit Rotschlamm zur Bekämpfung saurer Grubenwässer verwendet bzw. umgekehrt. Da jedoch sowohl Rotschlamm als auch saure Grubenwässer in erheblichem Maße mit Schwermetallen belastet sein können, ist dies ökologisch nicht unbedenklich.